# 西尔万·莱斯内
西尔万·莱斯内（英語：Sylvain Lesné，1974年—）是法国神经学家和美国明尼苏达大学医学院神经学系副教授，以对阿尔兹海默症的研究而闻名。他是2006年一篇刊载于《自然》论文的主要作者，该论文假设一种β淀粉样蛋白毒性低聚物（即Aβ*56）是导致阿尔兹海默症中记忆障碍的原因，这与流行的β淀粉样蛋白假说一致。 截至2022年7月，有关西尔万·莱斯内在2006年所发表的论文及其他论文都在接受调查中，以查验其是否通过操作图像而夸大Aβ*56在阿尔兹海默症中的作用。 其他研究人员回应称，尽管西尔万·莱斯内的欺诈行为令人震惊，但是β淀粉样蛋白假说依然有效，大多数有关阿尔兹海默症的研究并未受其影响。

## 个人生活
西尔万·莱斯内于1970年出生于法国西北部诺曼底大区的一个名为滨海吕克的市镇。 他的父母分别是博特兰·莱斯内（Bertrand Lesné）和玛丽·卡门·莱斯内（Marie Carmen Lesné）。
莱斯内拥有生物化学硕士学位和卡昂-诺曼底大学所颁发的神经学博士学位。 其博士论文标题为《（退行性疾病发病过程中前类淀粉蛋白质表达和代谢调节）》。
2010年8月14日，西尔万·莱斯内与明尼苏达州心理学家及特殊教育学家吉尔·卡洛琳（Jill Caroline）在法国滨海博瓦尔完婚。

## 职业履历

### 早年期间
早年曾与西尔万·莱斯内共同发表论文的法国细胞生物学家、神经学教授丹尼斯·费文（Denis Vivien）表示，莱斯内曾经制作过一些让他感到怀疑的免疫染色图像，并且其他人无法复制莱斯内的实验数据。费文已经撤回了与莱斯内一起发表的论文，并在2022年告诉《世界报》，他早已与莱斯内停止了任何个人或学术研究上的联系。

### 个人站点
- 西尔万·莱斯内 （页面存档备份，存于）在明尼苏达大学医学院（英语：University of Minnesota Medical School）上
- 西尔万·莱斯内的X（前Twitter）
- 由Google学术搜索索引的西尔万·莱斯内出版物
- 莱斯内实验室官方网站 （页面存档备份，存于）

### 独立调查
- 查尔斯·皮内（Charles Piller）针对西尔万·莱斯内的独立调查报告 （页面存档备份，存于）